# Селичевка
Селичевка (укр. Селичівка) — село, входит в Барышевскую поселковую общину Броварского района Киевской области Украины. До 2020 года входило в состав Барышевского района. Расположено на реке Ильтица.
Население по переписи 2001 года составляло 1097 человек. Почтовый индекс — 07525. Телефонный код — 4576. Занимает площадь 2,11 км².

## Местный совет
07525, Киевская обл., Барышевский р-н, c. Селичевка, ул. Пролетарская, 14